# Amor a la Catalán
Amor a la Catalán es una telenovela chilena de comedia romántica creada por Vicente Sabatini Downey, con Matías Ovalle y Pablo Ávila como productores ejecutivos. Se estrenó por Canal 13 el 6 de julio de 2019, y concluyó el 20 de febrero de 2020. La trama cuenta sobre dos mujeres han tenido una relación amorosa con el mismo hombre por años, pero al fallecer él las dejará al cuidado de su negocio: una franquicia de panadería.
Protagonizada por Tamara Acosta, Daniela Ramírez y Matías Assler, con los roles antagónicos de Catalina Guerra y Josefina Montané, y cuenta con la participación especial de Cristián Campos.
La telenovela Amor a la Catalán no solo capturó la atención del público y la crítica, sino que también recibió distinciones significativas. El reparto fue galardonado con el Premio Caleuche y el Copihue de Oro.

## Sinopsis
Un empresario panadero quien repentinamente muere dejando un secreto al descubierto: tiene dos familias. Ambos clanes disputarán una millonaria herencia, pero ese no será el principal problema. Los jóvenes Dafne y Rafael conocerán el amor poco tiempo antes de conocer su inesperada relación de parentesco: aparentemente, son medios hermanos. ¿Perseguirán su amor o lucharán por lo que cada familia considera justo?.

## Reparto
Una lista completa del reparto confirmado se publicó a través de Canal 13 (Chile) el 4 de julio de 2019.

### Principales
- Tamara Acosta como Yanara Cabezas[12][13]
- Catalina Guerra como Isabel Cruzat[14]
- Daniela Ramírez como Dafne Catalán[15]
- Matías Assler como Rafael Catalán[16]
- Josefina Montané como Lucía Fernández[17]
- Álvaro Espinoza como Primitivo Mardones[18]
- Loreto Aravena como Danae Catalán
- Ximena Rivas como Betsabé Mardones[19]
- José Soza como Basilio Mardones[20]
- Renato Münster como Walter Ruiz
- Fernando Kliche como Pedro Catalán
- Alessandra Guerzoni como María Elena Zabala[21]
- Antonio Campos Di Girolamo como Lucas Vidal
- Nathalia Aragonese como Rosario Mamani
- Gabriel Urzúa como Camilo Pacheco
- Josefina Velasco como Marta Pacheco
- Francisco Dañobeitía como Diego Catalán[22]
- Javiera Mendoza como Tatiana Mardones
- Juan Gálvez como Nelson Hernández
- Lucas Mosquera como Alexander Bedoya
- Erlande Augustin como Sabine Veret
- Francelis López como Dulce María
- Carol Matos como Sandra Milena
- Amelia Gnecco como Laura Pacheco
- Cristián Campos como Fernando Catalán[8]

## Producción
El director Vicente Sabatini y la guionista Andrea Franco concibieron el ambicioso proyecto de desarrollar una comedia romántica bajo el título La nueva Catalán, con la meta primordial de transformarlo en una telenovela para el horario vespertino. La concepción del guion tuvo lugar a partir de mediados de 2018, marcando el inicio de un proceso creativo en el que intervino un grupo de guionistas altamente experimentado, bajo la jefatura de Camila Villagrán. Sabatini trabajó bajo la asesoría del reputado guionista brasileño Lauro César Muniz en la elaboración de los primeros diez capítulos.
Tras el descenso en sintonía de Río Oscuro en la programación de Canal 13, la cadena, en lugar de vacilar, decidió rápidamente reubicar su nueva telenovela del horario vespertino al estelar, desplazando así la serie nocturna del director Cristián Mason. Esta maniobra estratégica buscó maximizar el impacto y atraer una mayor audiencia en el prime time.
Inicialmente Lucas Balmaceda fue elegido para interpretar a Diego Catalán, pero abandonó el proyecto, siendo reemplazado por Francisco Dañobeitía.

## Recepción
La telenovela capturó la atención de una gran audiencia durante sus dos preestrenos, transmitidos después de la semifinal y final de la Copa América 2019 en horario diurno. Su estreno resultó ser un gran éxito, rápidamente convirtiéndose en una prioridad para Canal 13. Las redes sociales elogiaron la telenovela, convirtiéndola en un tema de tendencia con cada episodio. El primer capítulo alcanzó un promedio de 9,6 puntos de audiencia, y los siguientes cuatro episodios mantuvieron esa tendencia, promediando 10 puntos, lo que representó un incremento de más de cuatro puntos en comparación con la audiencia de Río Oscuro en el prime time. Sabatini comentó: "Estoy completamente de acuerdo con la estrategia utilizada. El canal logró su objetivo al darnos visibilidad, atrayendo a un público muy diverso, ya que el episodio se emitió tres veces."
Los personajes interpretados por  Tamara Acosta, Catalina Guerra, Álvaro Espinoza, Ximena Rivas y Alessandra Guerzoni atrajeron la atención positiva gracias a las situaciones cómicas y entrañables en las que se encuentran a lo largo de la trama. El crítico Larry Moe destacó que la telenovela "está sólidamente estructurada para resistir cualquier desafío, diseñada para captar una audiencia amplia con un guion familiar pero altamente adictivo. Su narrativa, aunque simple, es robusta, y las apariciones de actores históricos evocan la época dorada de las telenovelas locales".

## Audiencia
| Horario              | # Eps. | Estreno            | Estreno         | Final                 | Final           | Posición  | Temporada | Promedio Final |
| Horario              | # Eps. | Data               | Primer capítulo | Data                  | Último capítulo | Audiencia | Temporada | Promedio Final |
| -------------------- | ------ | ------------------ | --------------- | --------------------- | --------------- | --------- | --------- | -------------- |
| lunes a jueves 22:50 | 124    | 6 de julio de 2019 | 13,1            | 20 de febrero de 2020 | 8,0             | 3         | 2019-2020 | 7,2            |

## Premios y nominaciones
| 2019                                   | Copihue de Oro (popular)           |                         |                         |          |
| 2019                                   | Copihue de Oro (popular)           | Mejor serie o teleserie | Mejor serie o teleserie | Nominada |
| 2019                                   | Copihue de Oro (popular)           | Mejor actriz            | Tamara Acosta           | Nominada |
| 2019                                   | Copihue de Oro (popular)           | Mejor actor             | Álvaro Espinoza         | Ganador  |
| 2019                                   | Premios Marés (crítica)            |                         |                         |          |
| 2019                                   | Mejor actriz en comedia            | Tamara Acosta           | Ganadora                |          |
| 2019                                   | Mejor actor de soporte en comedia  | Álvaro Espinoza         | Ganador                 |          |
| 2019                                   | Mejor actriz de soporte en comedia | Ximena Rivas            | Ganadora                |          |
| 2019                                   | Premios ForoNovelas (popular)      |                         |                         |          |
| 2019                                   | Mejor banda sonora                 | Mejor banda sonora      | Nominada                |          |
| 2019                                   | Mejor personaje destacado          | Catalina Guerra         | Nominada                |          |
| 2019                                   | Mejor personaje destacado          | Ximena Rivas            | Nominada                |          |
| 2019                                   | Mejor actriz antagónica            | Alessandra Guerzoni     | Nominada                |          |
| 2019                                   | Premios Estrella (popular)         |                         |                         |          |
| 2019                                   | Mejor teleserie                    | Mejor teleserie         | Nominada                |          |
| 2019                                   | Mejor actriz protagónica           | Tamara Acosta           | Nominada                |          |
| 2019                                   | Mejor actriz protagónica           | Catalina Guerra         | Nominada                |          |
| 2019                                   | Mejor actor de reparto             | Álvaro Espinoza         | Nominado                |          |
| 2019                                   | Mejor actriz de reparto            | Ximena Rivas            | Nominada                |          |
| 2019                                   | Mejor actor juvenil                | Francisco Dañobeitía    | Nominado                |          |
| 2019                                   | Mejor actor revelación             | Gabriel Urzúa           | Ganador                 |          |
| 2019                                   | Mejor actor revelación             | Juan Galvez             | Nominado                |          |
| 2020                                   |                                    |                         |                         |          |
| Premios Actrices Chilenas (crítica)    |                                    |                         |                         |          |
| Mejor actriz en comedia                | Tamara Acosta                      | Nominada                |                         |          |
| Mejor actriz en comedia                | Ximena Rivas                       | Ganadora                |                         |          |
| Mejor actriz en comedia                | Josefina Velasco                   | Nominada                |                         |          |
| Premios Caleuche (gremio)              |                                    |                         |                         |          |
| Mejor actriz protagónica en teleseries | Tamara Acosta                      | Ganadora                |                         |          |
| Mejor actor de soporte en teleseries   | Álvaro Espinoza                    | Ganador                 |                         |          |
| Mejor actor de soporte en teleseries   | Francisco Dañobeitía               | Nominado                |                         |          |
| Mejor actriz de soporte en teleseries  | Ximena Rivas                       | Nominada                |                         |          |
| Premio del Público                     | Francisco Dañobeitía               | Ganador                 |                         |          |

## Banda sonora
| Intérprete                    | Tema                        | Personaje(s)       | Actor(es)                          |
| ----------------------------- | --------------------------- | ------------------ | ---------------------------------- |
| Maca del Pilar y Bronko Yotte | «Descarao»                  | Tema central       | Tema central                       |
| Dan Barrale                   | «Play That Song Again»      | Isabel y Fernando  | Catalina Guerra y Cristian Campos  |
| Marco Antonio Solis           | «Si no te hubieras ido»     | Yanara y Fernando  | Tamara Acosta y Cristian Campos    |
| Thalia, Pedro Capó            | «Estoy enamorado»           | Dafne y Rafael     | Daniela Ramírez y Matías Assler    |
| Enghel                        | «Besos variados y surtidos» | Dafne y Camilo     | Daniela Ramírez y Gabriel Urzua    |
| Barbara Muñoz                 | «No juegues con mi amor»    | Lucia y Rafael     | Josefina Montané y Matías Assler   |
| Juan Carlos Le-Fort           | «Como te explico este amor» | Danae y Camilo     | Loreto Aravena y Gabriel Urzua     |
| Los Vasquez                   | «Ay mi amor»                | Betzabe y Walter   | Ximena Rivas y Renato Munster      |
| Francisca Valenzuela          | «Tómame»                    | Lucia              | Josefina Montané                   |
| Mario Guerrero                | «Amantes»                   | Camilo             | Gabriel Urzua                      |
| Dani Ride Ft. María Colores   | «Hasta el amanecer»         | Isabel y Pedro     | Catalina Guerra y Fernando Kliche  |
| La noche                      | «Oeoeoe»                    | Sabine y Primitivo | Erlande Augustin y Álvaro Espinoza |
| Ciey Ft. Zaez                 | «Algo en ti»                | Danae y Lucas      | Loreto Aravena y Antonio Campos    |
| Simoney                       | «Somos más»                 | Danae              | Loreto Aravena                     |
| Hueso Carrizo                 | «Si»                        |                    |                                    |
| Barbara Muñoz                 | «Apaga la luz»              |                    |                                    |